# 八里區
25°08′48″N 121°23′54″E / 25.1466801°N 121.398227°E

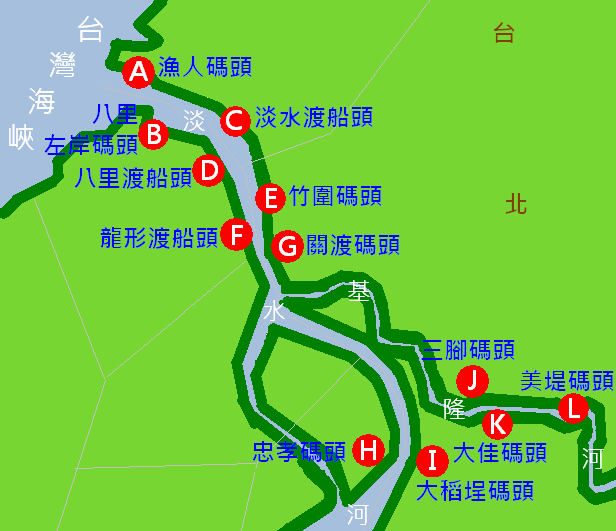
臺北都會區臺北市.新北市周邊碼頭地理位置圖。
A：漁人碼頭
B：八里左岸碼頭
C：淡水渡船頭
D：八里渡船頭
E：竹圍碼頭
F：龍形渡船頭
G：關渡碼頭
H：忠孝碼頭
I：大稻埕碼頭
J：三腳渡船頭
K：大佳碼頭
L：美堤碼頭

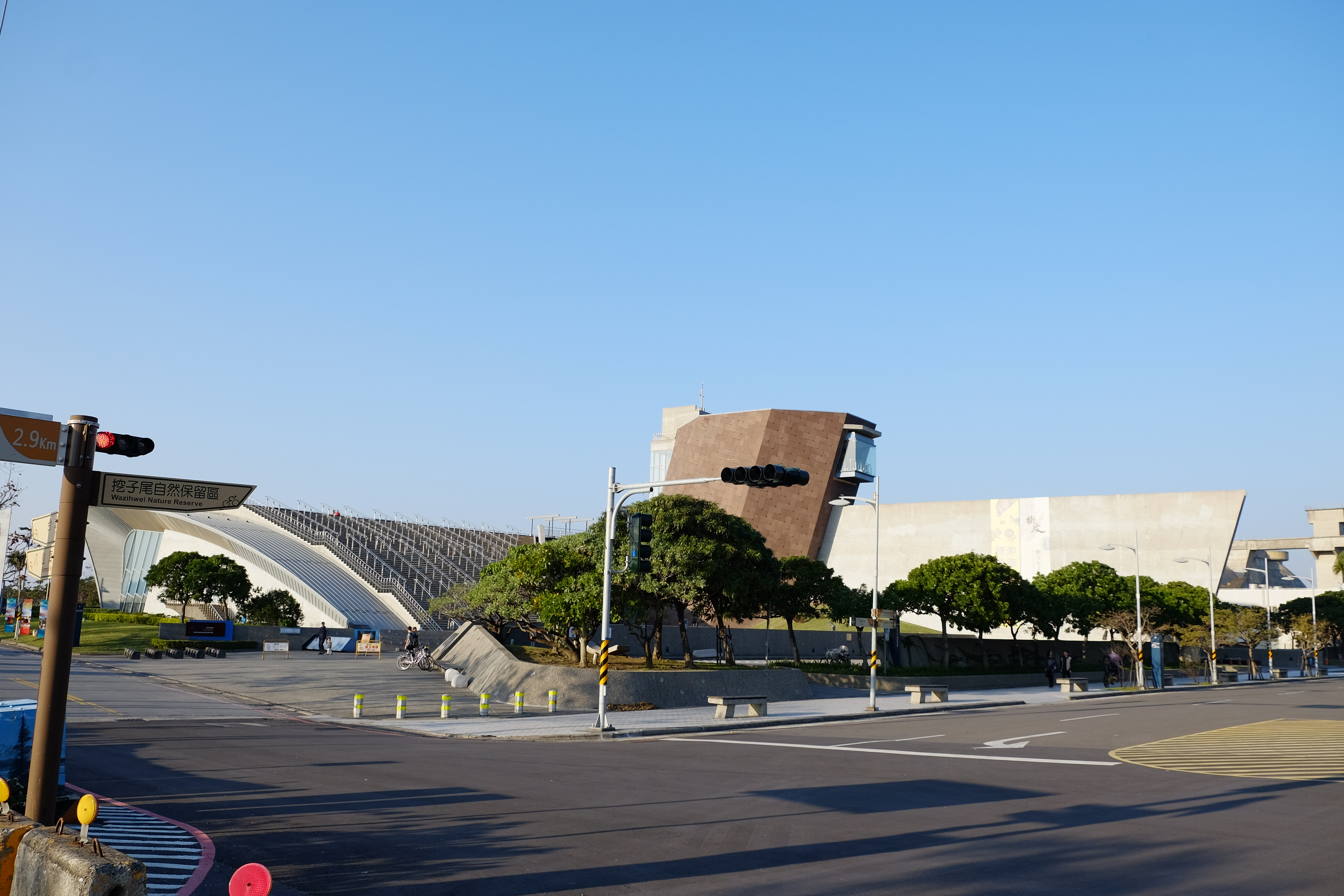
十三行博物館

八里區，舊稱「八里坌」，前身「八里鄉」，位於臺灣新北市西北部，淡水河下游左岸，境內除南面為觀音山山系的丘陵地形外，其餘主要多為淡水河沖積平原。東北隔淡水河與淡水區相望，西接林口區，南隔觀音山與五股區為鄰，西北濱臨臺灣海峽，東鄰臺北市北投區、士林區。
八里區史前遺址廣佈，考古學者在此陸續發現數十處的遺跡，依時代先後包括了大坌坑、訊塘埔、圓山與十三行等較具代表性的史前文化系列。除了史前遺址以外，境內也擁有雙北地區唯一的國際港臺北港。在觀光方面，有臺灣首座市立考古博物館十三行博物館。

## 歷史
從考古遺址研究，八里自史前時代即有原住民族活躍於此，與南島文化淵源很深。

### 地名由來
1632年，西班牙人溯淡水河進入台北盆地，降服武朥灣社三大部落，規地南至竹塹（新竹市），東至宜蘭，據其舊錄所載，有地名「Parecuchu」，是為八里區之舊名八里窟社之譯音；另傳說早在西元1358年，盤據今八里地區之蕃人取名「Arieun」，是為八里坌之原名，但現也無法考證。

### 史前時代
由於八里扼制淡水河河口南岸，背依之觀音山和對岸的大屯山都是極佳的航途指標，加上八里是南崁至台北盆地中唯一有較寬之沖積平原的地區，可追溯至七千年前之大坌坑文化，引領台灣進入新石器時代。從今日大坌坑、十三行、訊塘埔、長道舊社等遺址的考古發崛中，可看到豐富的文化遺留。尤其十三行文化，乃距今1800年前至500年前時期，為台灣人進入鐵器時代的代表，引領八里成為台灣考古學最熱門的地區。 現今八里區居民多由外地遷入，已非早期本地原住民族後代。
早期原住民族較有名的聚落有15處，但以下列5處為本區重要考古遺址：
1. 大坌坑聚落（約公元前5000年~公元前2700年）
2. 下罟大埔聚落（約公元前1330年~公元前900年）
3. 長道坑口聚落（約公元前1330年~公元前900年）
4. 渡船頭聚落（約公元前1330年~公元前900年）
5. 十三行聚落（約公元200年~公元1505年）

### 西荷與明鄭時代
西班牙道明會士馬丁略（Bartolomé Martínez）神父於1628年抵達淡水，在淡水河北岸淡水築城，道明會士艾基水（Jacinto Esquivel）記載，淡水河南岸已有12原住民部落之活動，艾基水只提到其中一個村落叫做Panto（荷蘭人記為Parrigon、此可能即位於今日的八里），而西班牙天神父也有在此傳教。「而這些地方首領中，有一人宣稱他是很久以前消失了的西班牙人之子，」可能指1582年船難的西班牙人。
荷蘭人驅逐西班牙人後更是有效的控制八里地區。其主要的社群「八里坌社」（parrigon） 平均人口數約在一百卅人左右（三十戶），但因戰亂之關係，族群遷徙極為頻繁。清治時1716年啟修的《諸羅縣志》〈卷八·風俗志·番俗·雜俗〉記載：「八里坌社舊在淡水港西南之長豆溪；荷蘭時後壠番殲之，幾無遺種，乃移社港之東北。吞霄以上諸番，後壠最悍」。1744年啟修《重修臺灣府志》亦有類似記載。
明鄭時期雖設天興縣統轄台灣北部，實質上只是因襲荷蘭人的政策，並未屯駐開發。

### 清治時代
1683年6月明鄭叛將施琅攻台，台灣開始進入清帝國統治。台灣早期發展的重點在南部，至1709年（清治康熙48年）始有泉州人陳天章、陳逢春、賴永和、陳憲伯、戴天樞等，組陳賴章墾號開墾大佳臘。東起雷厘、秀朗，西至八里坌、干脰外（關渡），南到興直山腳（觀音山），北至大浪泵溝（大龍峒）。
清帝國雖有班兵半年輪戍之列，但形同虛設，加上吏治腐敗，流民徒涉、盜匪猖行，尤其清治康熙五十年（1711年）劉卻、鄭盡心之亂，促使清國將守備移彰化由佳里與置淡水分防千總於八里，北為北台灣駐兵之始，八里成了管轄大甲以北的軍事重鎮，加上八里又是墾民北上入台北盆地之要衝，因此人煙漸至，1718年（康熙57年）又置淡水營守備駐防八里坌，八里逐漸繁興。
1684年（康熙23年）：開始派水師至淡水河口執行海防。
1712年（康熙51年）：設八里坌汛。
1718年（康熙57年）：淡水河北岸設置淡水營，指揮官階為守備。
1732年（雍正10年）移福建臺灣淡水同知駐竹塹，改陞淡水營都司，添設八里坌巡檢，首任巡檢是魯浩，轄下包括整個大台北以及基隆一帶。
1737年（乾隆2年）：紳民捐建八里坌城堡，於觀音山西，周圍約里許，駐巡檢。
1750年（乾隆15年）：因風災造成巡檢署房屋損壞，八里坌巡檢遷移到新莊公館，此土牆便逐漸荒廢，到清治末期僅存殘蹟。
由於清治雍正、乾隆年間移民大量湧至台北，兩岸對渡頻繁，由於八里係「販洋要路」、「北路門戶」，遂繼臺南鹿耳門、彰化鹿港之後，於1790年（乾隆55年）正式升格為正口，也是北臺灣第一座大清官方級港口，與福建泉州蚶江、福州五虎門兩大港對渡。
1790年後，隨著口岸的設置，加上米穀及班兵的配運，短期間內八里成為北臺灣政治經濟重鎮，大量海商貿易與福建移民湧至。然而榮景未維持太久，隨著港道淤塞，使八里逐漸淡出歷史舞台。在嘉慶、道光年間，航運與港口機能漸被淡水河對岸的滬尾（今淡水）所取代，卻留下八里天后宮、八里大眾廟、八里西龍巖等歷史古剎。
1860年（咸豐10年），隨著天津條約台灣開埠通商，淡水正式開港，成為台灣第一個國際通商港口。雖當時是「在淡水之八里坌為通商馬頭，對岸之滬尾設立海關」。但因外洋船舶噸位大，八里坌港淤淺難於停泊，以及迎著東北季風、缺乏腹地。終於被背風港深、腹地寬度的北岸滬尾取代。到了淡水商務蒸蒸日上帶到北台灣繁榮時，兩地差距已天壤之別了。

### 日治時代
清治時期至日治初期曾為八里坌堡行政中心，下轄現今新北市八里區、林口區、泰山區全部，五股區、新莊區，以及桃園市龜山區、蘆竹區部分區域。
到了日本領台後，八里幾乎成了以眾漁為主的窮鄉，發展上也成了淡水的附鄉，1920年日本政府改變了地方制度，在八里設八里，並在台北州下設郡，與淡水、三芝、石門一街三庄同屬淡水郡轄管。雖日治時代結束之後廢郡、廢區，但八里在行政與居民生活上一直依賴淡水，兩岸間渡輪成為八里人的命脈所在。

### 中華民國時代
1945年中華民國接收台灣後，改為臺灣省臺北縣淡水區八里鄉。1950年8月台灣行政區域重新調整，裁撤縣級區署，由縣府直轄各鄉鎮。
1990年臺北港選定於八里鄉興建，八里再次恢復國際商港的地位。2010年臺北縣改制為新北市後，改為八里區。

## 地理

### 地形
八里區地形因素，主要是火山噴發而成的觀音山，再加上淡水河以及台灣海峽的影響。以淡水河口挖子尾附近之大崁腳為界，觀音山的熔岩流所形成的紅土緩坡，幾無平原地形。西北側由大崁腳、挖子尾、下罟子之間，觀音山西北側與林口台地之間，有著寬約一公里多長約五公里的海岸平原，乃由淡水河口沿岸堆積沙土加上紅水仙溪河口沙土沖積而成。觀音山系和其支脈太平山嶺為主的丘陵及山地佔全區面積的 69.13%，為八里區主要地形，沖積地則佔30.87%。

### 地質
觀音山屬安山岩質火山，乃八里區主要地質。觀音山大約 60萬年前噴發，一直持續到20萬年前才停止，為台灣最年輕的火山。本區安山岩類之斑晶礦物，以鐵鎂礦物為主，包括橄欖石、普通輝石、紫蘇輝石、角閃石、黑雲母等。

### 海岸線

#### 淡水河口
淡水河是北台灣第一大河，而1927年到1948年左右，淡水河口及八里地區之海岸線呈向外擴張，淡水河之沈積物在河口地區偏淤積，致使海岸線往外擴張，且飛砂形成高約18公尺長3公里平行海岸沙丘。由林雪美1996年之研究可知，淡水河口海岸屬風浪營力型或風浪、逕流及潮汐三個營力之中混合型，淡水河口地形及輸砂機制之分析應考慮風浪、逕流及潮汐之影響。
但於1964年石門水庫完工後，大量河源泥沙被攬阻，河口沈積物之供需平衡遭到破壞，致使八里區海岸線向內陸退縮。比對1948年與1978年的航空圖，可發現30年間八里區的海岸線普遍退縮達180公尺，河口的挖子尾附近最大退縮量則達320公尺。1986年翡翠水庫完工，淡水河口沖積平衡更加受到衝擊，比對1978年與1992年，八里污水處理廠附近海岸退縮達150公尺，挖子尾附近海岸也退縮達200公尺。
1993年淡水河南岸的臺北港開始興建，臺北港的北防波堤凸出海岸1.6 km,幾與淡水河口北側之突岬齊平。所造成突堤效應阻斷淡水河口沙源之往南移行，而臺北港南側防波堤海岸形成嚴重侵蝕，淡水河口與北防波堤間沙灘浮現，河砂淤積且海床趨於淺化。淡水河口之河道左岸挖子尾沙嘴附近，淤積日漸嚴重， 若強颱加上與滿潮時間一致時，颱風暴潮可能導致洪水無法宣洩，淡水河沿岸及大臺北地區形成水患。

#### 臺北港港址海岸
1986年建港以前，此處為侵蝕最為嚴重之海岸，建港後1996年至2001年間呈淤積性海域，年平均淤積量約155.8萬立方公尺。

#### 臺北港以南至林口電廠海岸
築港前相較於其他區域穩定海岸侵淤量不大，築港期間呈侵蝕現象，防波堤完工後亦呈淤積。

### 水文
八里區位淡水河左岸，而淡水河為北台灣主要河川，長度158.67公里，乃台灣第三大川，平均坡降為每公里17公尺左右。 淡水河口乃為感潮河段，每日兩次之海水漲退潮，使淡水河水位隨著外海潮位而變化，水流亦隨著潮水作往復運動。淡水河在關渡至臺北橋之間，早期河床淤淺嚴重，低潮及河水流量不大時常見淺灘露出水面。因關渡附近河道淤淺使海水進出淡水河之水量下降，至使淡水河的汙染更形嚴重，以蘆洲、臺北橋之間為最甚。
本區其餘僅為中小型河川，主要為發源於林口臺地的紅水仙溪。另外小坑溪與荖阡坑溪為紅水仙溪之支流。發源於觀音山的溪流有中平溪、西門溝、烏山頭溝等。而本區的楓林港溪、鴨母港溪、龍形溪、艋舺溪，上游坡度較陡，水量不大的小型溪流。

#### 危險水域
八里區危險水域有2處
- 觀海大道海域
- 老榕碉堡海域

### 氣候
本區東北接鄰淡水河加上西北面臨海，海洋性氣候影響甚鉅，乃高溫多溼副熱帶海洋性季風氣候，氣溫夏熱冬涼。觀音山主峰形成良好迎風面，雨量豐沛無明顯乾季。

### 植物
- 紫檀（Pterocarpus indicus）：八里淡水河南岸。[17]
- 白飯樹（Flueggea virosa）：自生於八里淡水河南岸原野。
- 小竊衣（Torilis japonica）：自生於八里原野。
- 紅樹林（英語：Mangrove）：水筆仔（Kandelia obovata）於挖子尾自然保留區。

### 人口
根據新北市政府民政局統計，2024年底八里區戶數約1.8萬戶，人口約4.3萬人，區內人口最多與最少的里分別是龍源里與長坑里，2024年底兩里人口分別為7,720人與1,710人。

## 政治

### 歷任首長
日治時期
| 就任年 | 日本紀年 | 姓名     | 單位名稱       | 官職名 |
| 1920   | 大正9年  | 劉秋江   | 淡水郡役所八里 | 長     |
| 1925   | 大正14年 | 黃千益   | 淡水郡役所八里 | 長     |
| 1932   | 昭和7年  | 谷善次   | 淡水郡役所八里 | 長     |
| 1936   | 昭和11年 | 神谷龜吉 | 淡水郡役所八里 | 長     |
| 1938   | 昭和13年 | 芹澤彌吉 | 淡水郡役所八里 | 長     |

官派鄉長時期
| 姓名   | 屆數 | 任期      |
| ------ | ---- | --------- |
| 鄭金漢 | 1    | 1946~1947 |
| 張進益 | 2    | 1947~1949 |
| 張水來 | 3    | 1949~1951 |

民選鄉長時期
| 姓名   | 屆數   | 任期                 |
| ------ | ------ | -------------------- |
| 連金貴 | 1；3~4 | 1951~1953；1956~1964 |
| 張水來 | 2      | 1953~1956            |
| 郭永賢 | 5      | 1964~1968            |
| 林豐成 | 6~7    | 1968~1977            |
| 林清港 | 8~9    | 1977~1986            |
| 蔡萬得 | 10     | 1986~1990            |
| 林堯昆 | 11     | 1990~1994            |
| 張恆   | 12~13  | 1994~2002            |
| 柯慶長 | 14~15  | 2002~2010            |

直轄市區長時期
| 姓名   | 屆數 | 任期      |
| ------ | ---- | --------- |
| 古原瑜 | 1    | 2010~2012 |
| 呂學記 | 2    | 2012~2014 |
| 莊茂坤 | 3    | 2014~2019 |
| 吳嘉榮 | 4    | 2019~2020 |
| 陳炳仲 | 5    | 2020~2023 |
| 林俊宏 | 6    | 2023~2025 |
| 林銚傑 | 7    | 2025~現任 |

### 區政組織

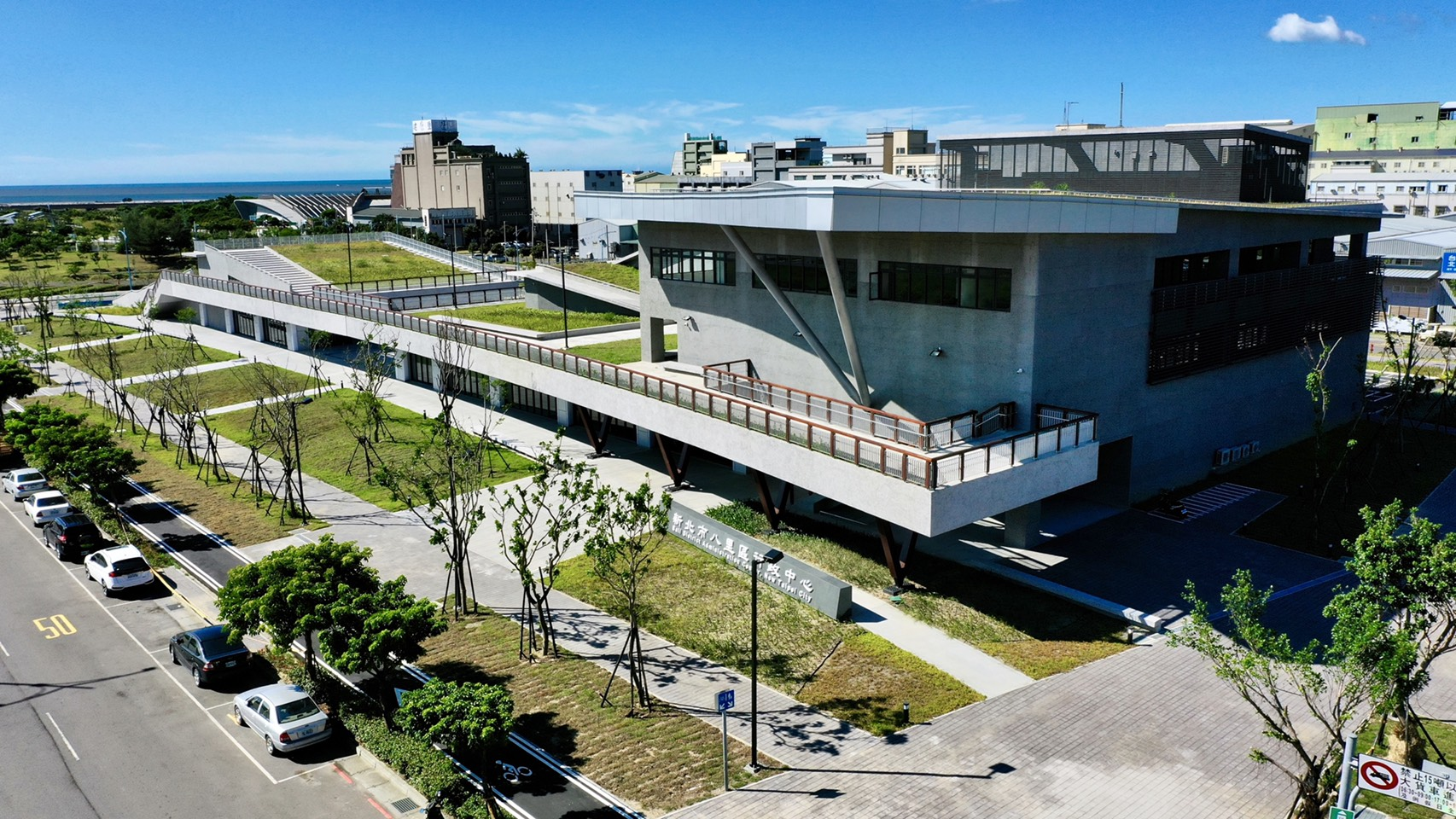
新北市八里區行政中心

八里區公所是新北市政府在八里區的派出機關，在中華民國政府架構中為市政府綜理區政的執行機關，上級業務監督機關為新北市政府。区长由市長任命，其任期為無任期保障。在區長及主任秘書之下，設有4課4室等8個內部單位。

### 行政區
現今八里區行政範圍的確立，來自於1920年，日本將臺灣十二廳改為五州二廳，設八里庄屬臺北州淡水郡。八里庄轄小八里坌、下罟子、長道坑、大八里坌等4個大字。1946年，改為「八里鄉」，屬臺北縣淡水區。1950年，裁撤區署，八里鄉改直隸於臺北縣。2010年，臺北縣改制為直轄市，八里鄉改制為市轄區「八里區」，隸屬新北市。八里區的行政區劃轄有埤頭里、頂罟里、舊城里、訊塘里、荖阡里、下罟里、長坑里、龍源里、米倉里、大崁里等10個里。其中埤頭、頂罟及訊塘三個里，沿中山路以西已被劃為臺北港特定區區段徵收開發。

### 政府與民間機構
- 新北市八里區公所
- 新北市八里區公立慈恩納骨塔
- 交通部公路局北區公路新建工程分局
- 新北市八里區衛生所
- 八里區農會
- 八里郵局（三重25支）
- 八里龍形郵局（三重26支）
- 八里渡船頭郵政代辦所
- 社團法人中華民國保護動物協會-八里保育場
- 全翰龍形市場

### 警政治安
- 內政部警政署基隆港務警察總隊台北中隊 （页面存档备份，存于） +886（2）86302082
- 新北市政府警察局蘆洲分局 （页面存档备份，存于） 110 / +886（2） 2281-0555
（建議打就近分局電話）
- 蘆洲分局交通分隊 +886（2） 2283 6225
- 八里分駐所 +886（2） 2610-1315
- 龍源派出所 +886（2） 2618-2245

### 地方選區
- 立法委員（新北市第一選舉區）：
  - 洪孟楷（ 中國國民黨）
- 新北市市長：
  - 侯友宜（ 中國國民黨）
- 新北市議員（新北市第一選舉區）：
  -  中國國民黨：陳偉杰（淡水區出身）、陳家琪（八里區出身）
  -  民主進步黨：鄭宇恩（淡水區出身）
  -  無黨團結聯盟：蔡錦賢（淡水區竹圍出身）
- 新北市八里區里長

## 特產
- 黃金筍
- 文旦柚

## 文化特色

### 觀音觀鷹
猛禽遷徙路線最後一站的八里觀音山，向來是臺灣重要的賞鷹地點，可觀測到的猛禽種類比其他地點多，與彰化八卦山台地皆為賞鷹聖地。淡水河的出海口的觀音山可以觀察到。
- 鶚（學名：Pandion haliaetusOsprey）：俗稱魚鷹，不普遍的冬候鳥。
- 黑鳶（學名：Milvus migrans）：又叫老鷹，稀有留鳥。
- 大冠鷲（學名：Spilornis cheela）：又名蛇鵰，臺灣特有亞種，普遍留鳥。
- 東方蜂鷹（學名：Pernis ptilorhynchus）：不普遍留鳥、普遍過境鳥。
- 鳳頭蒼鷹（學名：Accipiter trivirgatus Besra）：臺灣特有亞種，不普遍留鳥。
- 臺灣松雀鷹（學名：Accipiter virgatus）：臺灣特有亞種，普遍留鳥。
- 灰面鵟鷹（學名：Butastur indicus）：普遍過境鳥、稀有冬候鳥、有「國慶鳥」之稱。
- 紅隼（學名：Falco tinnunculus）：普遍冬候鳥。
- 遊隼（學名：Falco peregrinus）：是隼屬最大的一種，稀有留鳥、不普遍冬候鳥及過境鳥。

### 八里採石場
由於兩輝安山岩多分布在觀音山北側海拔高度150～240公尺以上的區域，致使八里採石場多集中在牛寮埔至大堀湖一帶。1931年藤澤國太郎發表有關台灣石材的研究報告，提到：「淡水石產自台北廳八里坌大八里坌庄觀音山鼻仔頭腳，從滬尾街經油車口渡船場來到此山腳有數個採石場」。1945年終戰之後，戰前來台的中國石匠師有八成的返回中國，而留下者部分往三峽祖師廟繼續工作，其中一位名匠即為蔣垠牆。
八里觀音山石，乃是台灣本島產的石材中，唯一可媲美大陸石的廟料，早期開採打石但並沒有在八里街上設置石材店，一直到1963年楊重廣在八里渡船頭設置了第一家石材店。八里的打細石技藝就是來自台北大橋邊（今大稻埕台北橋）的傳承，習藝系譜分成分別是張木成、李圍庭、及張俊義三個系統。前兩者都是來惠安縣，僅第三者是来自日本。
日治時期八里採石場與石材材質
| 石材名稱 | 位置                                                                                  | 特色                   | 用途                                                      |
| -------- | ------------------------------------------------------------------------------------- | ---------------------- | --------------------------------------------------------- |
| 淡水石   | 臺北廳八里坌堡大八里坌庄觀音山鼻仔頭腳， 從滬尾街經油車口渡船場來到此山腳有數個採石場 | 暗黑色兩輝石安山岩。   | 墓石、臼石、石碑。                                        |
| 內岩石   | 臺北廳八里坌堡觀音坑庄， 觀音山南面採石場。                                           | 淡灰色堅硬輝石安山岩。 | 為興建總督府廳舍建築而開採。 當時臺北公園博物館亦有使用。 |

### 八里國小御大禮記念樹碑
御大禮記念樹種植於日治時期，當時校長福山龍之助（當時的八里國小稱為臺北州海墘厝公學校）為了紀念昭和天皇登基典禮，植樹並立碑紀念，經八十幾年，榕樹環石碑包覆而合為一體。

### 國定遺址

#### 大坌坑遺址
1958年6月由盛清沂先生、吳基瑞先生進行調查時發現，1991年由內政部指定為二級古蹟，2006年依文化資產保存法，重新指定為國定遺址。 

#### 十三行遺址
1957年11月26日由臺灣大學地質系林朝棨教授發現，乃臺灣北部一重要史前文化遺址，1991年由內政部指定為二級古蹟，2006年依文化資產保存法，重新指定為國定遺址。

### 八里境內史前遺址
| 遺址名稱     | 所屬文化                                        | 附註：（?）表不確定所屬文化                                   |
| ------------ | ----------------------------------------------- | ------------------------------------------------------------- |
| 八里遺址     | 訊塘埔文化 植物園文化（?）                      | 1945年國分直一等發現，可能位於今八里國小附近                  |
| 長坑舊社遺址 | 十三行文化晚期                                  | 近年調查                                                      |
| 長道坑口遺址 | （?）                                           | 1960年盛清沂                                                  |
| 下罟大埔遺址 | 大坌坑文化                                      | 1960年盛清沂                                                  |
| 訊塘埔遺址   | 訊塘埔文化                                      | 1992年劉益昌                                                  |
| 松子腳遺址   | 訊塘埔文化                                      | 1992年劉益昌                                                  |
| 八里舊城遺址 | 訊塘埔文化                                      | 1992年劉益昌                                                  |
| 公田遺址     | 訊塘埔文化、圓山文化                            | 1992年劉益昌                                                  |
| 大坌坑遺址   | 十三行文化中期、植物園文化 圓山文化、大坌坑文化 | 1960年盛清沂、1961年楊君實 1963年劉斌雄、1964年張光直         |
| 十三行遺址   | 十三行文化、圓山文化                            | 1960年盛清沂、1961年楊君實 1963年劉斌雄、1990年劉益昌、臧振華 |
| 大崁腳遺址   | 訊塘埔文化                                      | 1992年劉益昌                                                  |
| 西門遺址     | 訊塘埔文化                                      | 1992年劉益昌                                                  |
| 渡船頭遺址   | （?）                                           | 1956年盛清沂                                                  |
| 龍形遺址     | 十三行文化早期                                  | 1991年宋文薰、連照美                                          |
| 獅仔頭遺址   | （?）                                           | 1962年盛清沂                                                  |

## 教育

### 高級中等學校
- 新北市私立聖心女子高級中學（完全中學，含國中、高中部）

### 國民中學
- 新北市立八里國民中學

### 國民小學
- 新北市八里區八里國民小學
- 新北市八里區長坑國民小學
- 新北市八里區米倉國民小學
- 新北市八里區大崁國民小學
- 新北市私立聖心國民小學

### 圖書館
- 新北市立圖書館八里分館
- 八里龍形圖書閱覽室 （2024年10月22日啟用，為八里地區第二座圖書館）

## 地方志
<臺北縣八里鄉志>（ 上，下册 )（ 民國九十四年臺北縣八里鄉公所出版 )

## 交通

### 省道
- 台15線（龍米路一、二段，中華路一、二段，商港路，中山路三段）
- 台61線（西濱快速公路），與臨港大道、台15線共構。
  - 2 八里一八里一交流道
  - 4 八里二八里二交流道（可接台64線、商港路）
  - 6 八里三八里三交流道
- 台64線，與商港路共構。
  - 0 八里二八里二交流道（可接台61線、臨港大道）
  - 1 八里八里交流道

### 市道
- 市道103號（龍米路一段）
- 市道105號（中山路一、二段，商港路，中華路三段）

### 區道
- 北49線（荖阡坑路）
- 北50線（渡船頭路）
- 北51線（下罟子產業道路）

- 北52線（觀音路）
- 北53線（華富山路）
- 北54線（龍形五街）

### 主要道路
- 龍米路－往五股、淡水、北投主要道路。
- 中山路－舊市區和往林口海岸地區幹道。
- 中華路－往林口台地的主要道路。
- 八里大道－行政中心所在。

- 博物館路－十三行博物館所在道路。
- 商港路－台北港聯外道路。
- 臨港大道－台北港南側幹道。

### 公車
- 三重客運
  - 704（八里－捷運台北橋站）
  - 704區間車（八里－捷運蘆洲站）
  - 927（三重－八里）※與淡水客運、首都客運聯營
  - 928（三重－八里）※與淡水客運聯營

- 淡水客運
  - 682（八里－社子）
  - 878（八里－捷運淡水站）
  - 878區間車（八里-馬偕醫院）
  - 927（三重－八里）※與三重客運、首都客運聯營
  - 928（三重－八里）※與三重客運聯營
  - 紅13（八里－十三行博物館－捷運關渡站）
  - 紅22（八里－捷運關渡站）
  - 963（八里－板橋）※與指南客運聯營

- 首都客運
  - 927（三重－八里）※與三重客運、淡水客運聯營
- 指南客運
  - 963（八里－板橋）※與淡水客運聯營
- 新北市新巴士
  - F121（八里國小正門－樂山療養院 ）
  - F122（八里國小－荖阡坑 ）
  - F123-0640（廖添丁廟－米倉國小 ）
  - F123-1205（米倉國小－廖添丁廟 ）
  - F123-1550（廖添丁廟－米倉國小 ）
  - F123-1555（廖添丁廟－八里國中 ）
  - F126（廖添丁廟－長庚醫院）
  - F126江厝（廖添丁廟－長庚醫院 ）

### 水運
- 八里渡船頭－淡水渡船頭

### 輕軌
- █ 八里輕軌（規劃-可行性研究中）

## 觀光

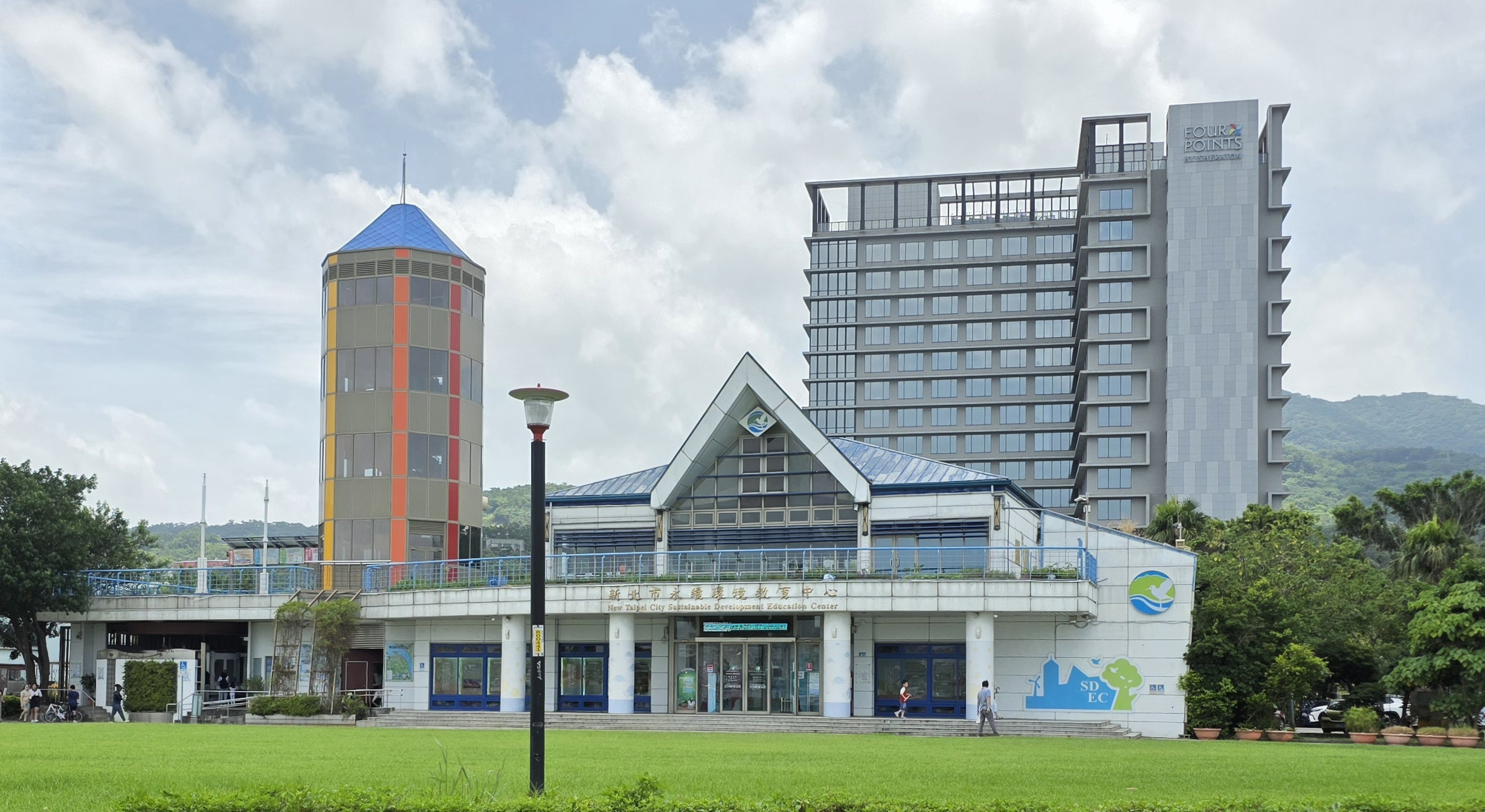
新北市永續環境教育中心（前）與八里福朋喜來登酒店（右後）

### 挖子尾自然保留區
本區南面為林相茂密的水筆仔純林。

### 八里八景
- 台北商港[38]
- 河濱夜景
- 堀湖仙洞
- 鐵漢步道

- 水筆暮色
- 石壁垂簾
- 俠古雲天
- 彩虹龍門

### 八里左岸

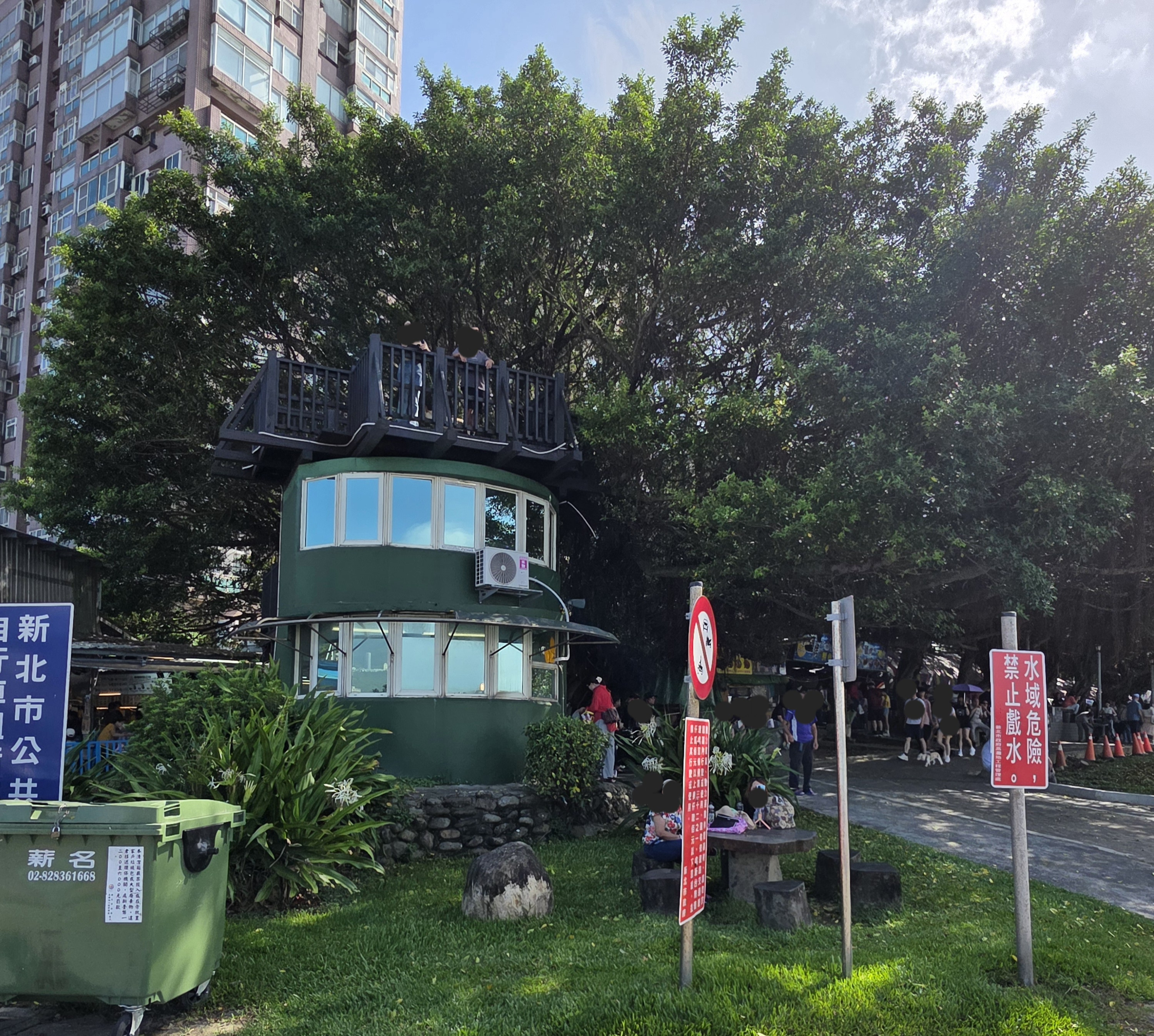
老榕碉堡

位於在淡水河左岸，規劃有完善的自行車道，並且可騎經關渡大橋前往淡水遊覽，欣賞兩岸河畔美景。因命案全台知名的「媽媽嘴咖啤-八里母港店」即位於左岸自行車步道旁。

### 八里渡船頭老街
渡船頭老街位於八里區米倉里渡船頭淡水河沿岸，清朝年間滬尾開港通商後，帶動對岸八里稱之為八里坌街（俗稱街仔），此地是早期八里最繁華熱鬧的地方，有「街仔風光」之稱，沿著渡船碼頭兩側遍佈商家，形成渡船頭商圈，迄今不衰。

### 新北市立十三行博物館
新北市立十三行博物館是北台灣第一座的考古博物館，保存著千年歷史的十三行人煉鐵及生活遺跡。位於八里污水處理廠（十三行遺址保留區）旁。

### 觀音山風景區
觀音山位於淡水、八里和五股間，東濱淡水河與淡水小鎮相望，西臨林口台地，北望無垠海洋，南接台北盆地。從樹林、新莊或淡水遠眺觀音山，峰稜連接，彷彿一幅莊嚴的觀世音側面像，若從圓山天文台上遠觀，則又如仰躺曲膝的觀音。攻達山頂為硬漢嶺高612公尺。山區步道密布穿梭，山徑溪谷四通八達，登山路線林林總總，難易不同，為熱門的登山健行勝地。山上有不少名剎古寺，又可溯溪又見瀑，賞鳥眺望大屯山系列是一處豐富的自然觀賞地點。

### 寺廟

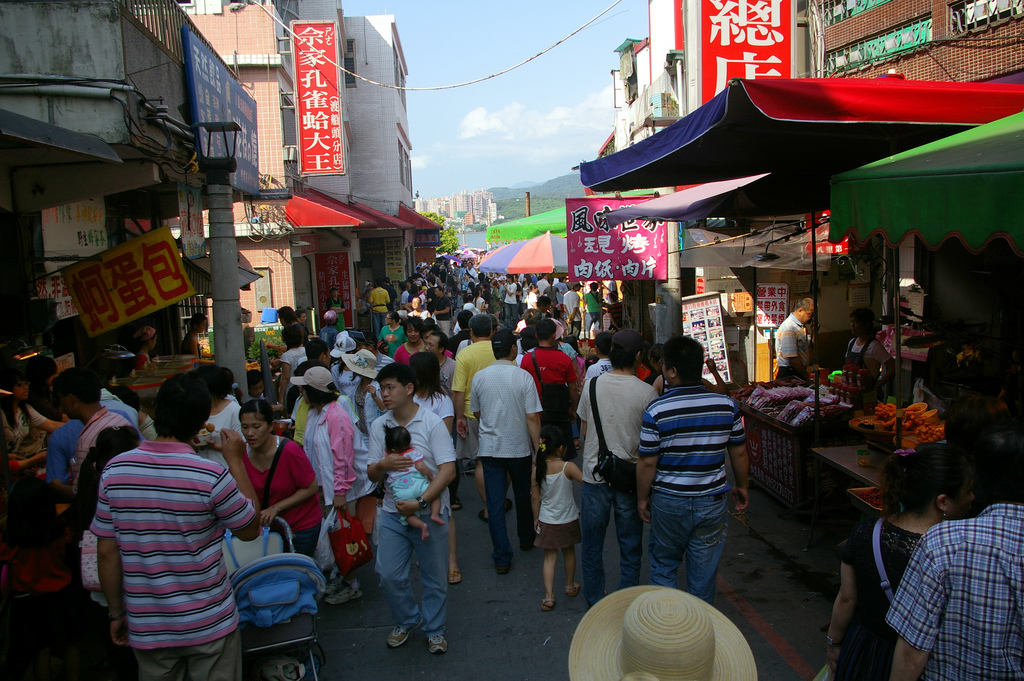
八里開臺天后宮：創建於清乾隆二十五年（1760年），位於新北市八里區的八里渡船頭附近，與西龍巖以及八里大眾廟並稱為八里三大古廟。今日仍是八里地區最代表性的媽祖廟，每年除了媽祖誕辰，農曆10月15日也有大拜拜，和八里大眾爺廟一文一武形成該鄉信仰中心。
- 西龍巖：創建於清嘉慶十年（1805年），主祀觀世音菩薩，是八里信仰中心之一，亦是旅遊勝地，每年春季有許多人來此賞花。
- 八里大眾爺廟：創建於嘉慶元年（1796年），每年農曆5月1日為大眾老爺聖誕由本區各里長迎大眾老爺至各里遶境，另外農曆七月十四、十五日由頂庒（今米倉里、大崁里）、中庒（今埤頭里、頂罟里）、下庒（今舊城里、訊塘里、荖芊里、下罟里及長坑里）三庒頭輪流舉辦放水燈及中元普渡慶典活動，為地方重要祭祀。[40]
- 八里安福宮：創建於清嘉慶九年（1804年），又稱將軍爺廟，奉祀主神為西漢名將-飛將軍李廣 （又稱李府將軍），配祀李文將軍（二將軍）以及李江將軍（三將軍），為全台少數主祀李廣將軍的廟宇。
- 八里代天府奉天宮：主祀五府千歲，現址面對七星山及大屯山及正面淡水河（今之左岸公園），右側關渡橋鄰近關渡廟。
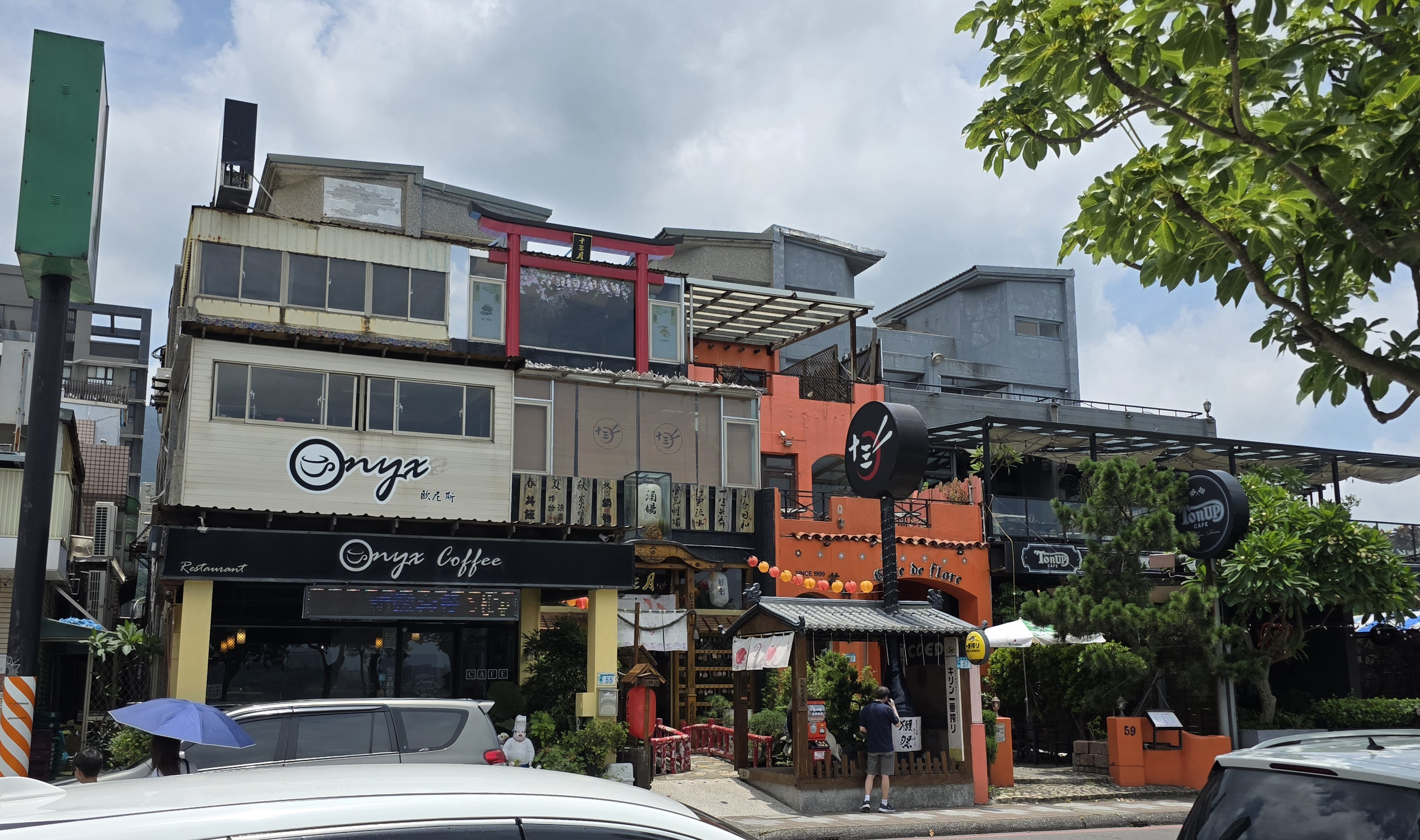
龜馬山真慶宮：主祀玄天上帝，位於新北市八里區觀音山西北山麓，背依翠綠重山，面向淡水河出海口之台灣海峽。
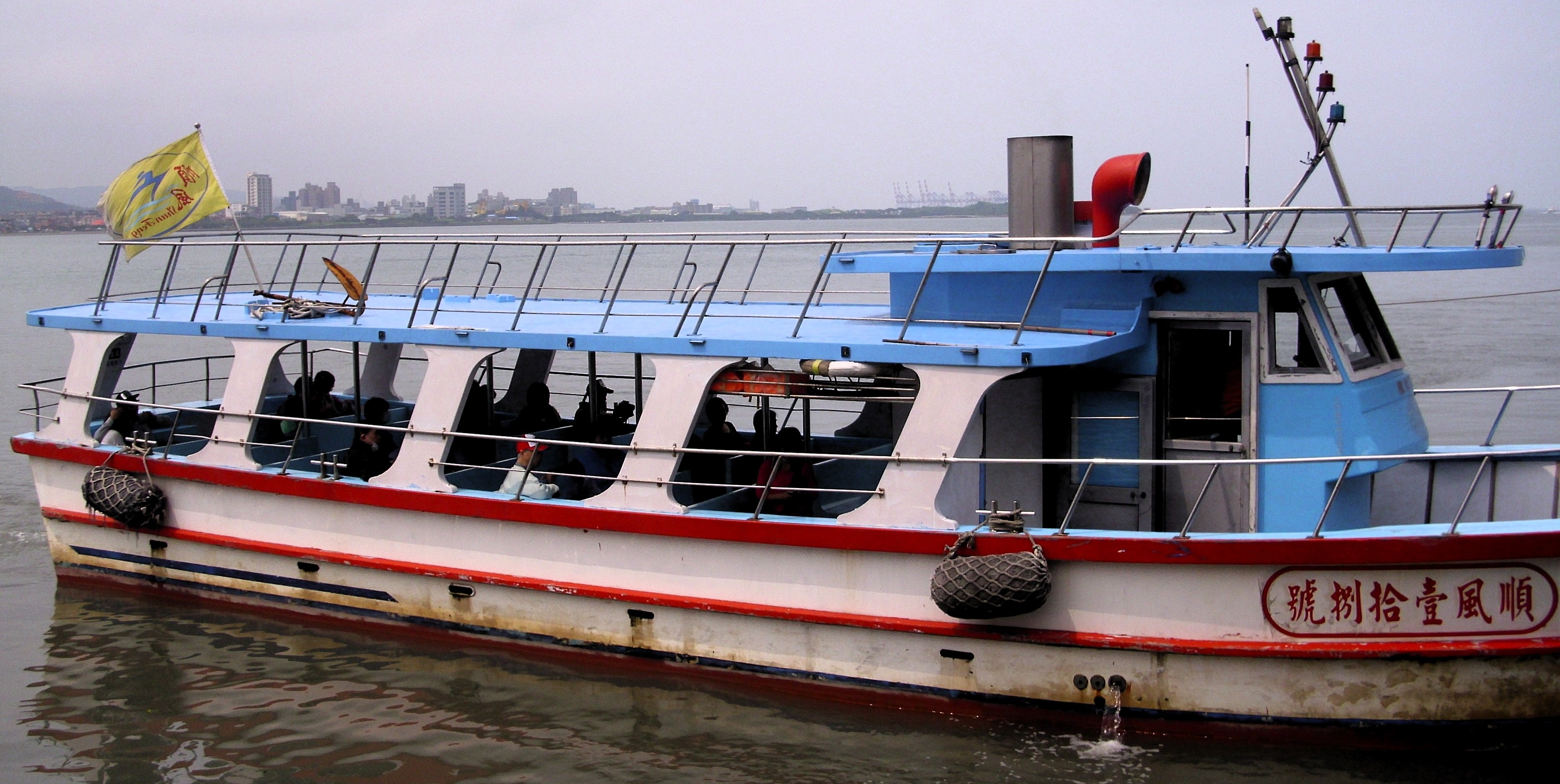
往返淡水與八里的渡船

- 漢民祠：原為廖添丁墓，戰後時期初建廟。
- 八里五福宮：主祀五路財神，位於新北市八里區渡船頭2號，創建於1986年。
- 八里無極宮：主祀王母娘娘，位於新北市八里區米倉里牛寮埔11號之3，興建於1985年。
- 關渡二媽回駕龍形

傳說光緒21年（1895年）日本依《馬關條約》治理臺灣，關渡宮被認為是日本人認為盜匪藏匿，憤而火燒古廟。對岸的八里龍形（今龍源里）居民聞訊擔心神像會被銷毀，所以由林、柯、陳、謝、張姓人士協助藏匿於田間草堆之中，再移至今龍米活動中心左側的樟腦寮敬奉，過了一段時間之後才迎回關渡宮。因此每年農曆正月廿四日為龍源里「恭迎關渡媽祖回鑾遶境」的日子，龍形因無地方大廟供媽祖駐蹕，自古以當地之集會所（今改建為龍米社區活動中心）為駐駕場所。回鑾遶境，也是地方盛事之一。
- 八里區渡船頭街
- 八里觀海大道景觀餐廳
- 往返淡水與八里的渡船

### 八里秘境
- 柚花香道[42]

### 公園綠地
- 米倉無限公園

## 公共設施

### 文化產業發展區
位於八里區左岸旁，原為乙種工業區，為輕微污染工業用地，後來改為文化產業發展區，是為工商用地，一片土地因政府濫發照讓砂石廠進駐，規劃錯亂，還自稱無能解決，嚴重公害不斷發生，後來與大崁國小與校園為鄰，安全也出現問題，砂石廠進駐大崁國小旁，主管機關又解釋砂石爐石是為產品，發生公害至今都未解決，包括噪音空污污水等，且大卡車不遵守號誌，15噸限制道路卻將32噸大卡車開入，之後又新建台北港又淪為砂石港，民國100年環評決定將內陸砂石廠搬到台北港內，但至今未搬， 文化產業發展區持續擴建砂石場。

### 台北港
位於八里污水廠後，自從蓋了台北港，八里名產孔雀蛤有大量減少的現象，並且可能對污水廠及河川造成嚴重影響。

### 八里垃圾焚化廠
位於八里區的下罟子西濱快速道路旁，該焚化爐由中興電工負責承包，建築係採取鋁帷幕玻璃設計，煙囪高約一百五十公尺，垃圾處理量是一千三百五十噸，與樹林焚化爐並列全國第一，其主要外觀委由貝聿銘建築師的團隊所規畫，展示廳山型天窗及傾卸區非對稱山型弧形天窗為八里焚化爐帷幕外觀的主要標的及特色，其亮麗的外觀與藍色大海相互耀映，一改民眾對焚化爐的刻板印象。

### 八里污水處理廠
民國78年，作為「台北近郊衛生下水系統建設計畫」的一環而建。但由於建廠基地剛好位於十三行遺址正上方，故引發考古學界及社會大眾不滿聲浪，成為台灣史上首起文化保存與工程建設之間的衝突事件。在政府協調後容許考古學界進行五次搶救發掘，最後於廠內保留約3000平方公尺之保留區，並計畫於遺址旁建立博物館（現新北市立十三行博物館）。
因之前設計不良導致至今設備維護困難。

## 引用
1. ↑  .   [2015-04-03]. （原始内容存档于2015-04-05）.
2. ↑  施添福 2013，第111頁.
3. ↑  施添福 2013，第114頁.
4. ↑  施添福 2013，第116頁.
5. ↑  施添福 2013，第117頁.
6. 1 2 3 4  .[]
7. ↑  鮑曉鷗 2008，第102頁.
8. ↑  Borao Mateo 2009，第59頁.
9. ↑  .   [2015-10-22]. （原始内容存档于2016-03-04）.
10. ↑  .   [2015-10-22]. （原始内容存档于2016-03-04）.
11. ↑   《淡水廳志》卷三「城池」
12. ↑  劉益昌 1998.
13. 1 2  蘇秋金.
14. 1 2 3 4  林柏青 2007.
15. ↑  .   [2015-10-22]. （原始内容存档于2022-01-04）.
16. ↑   (PDF).[]
17. ↑   (PDF).   [2015-10-22]. （原始内容 (PDF)存档于2021-08-31）.
18. 1 2  李平 2006，第445－449頁.
19. ↑  . 內政部.   [2018-12-30]. （原始内容存档于2020-11-10）.
20. ↑  . 新北市政府民政局.   [2020-07-02]. （原始内容存档于2020-06-23） （中文（臺灣））.
21. ↑  . 內政統計月報. 2020-02-10  [2020-05-13]. （原始内容 (XLS)存档于2020-05-01）.
22. ↑  .   [2015-10-22]. （原始内容存档于2019-07-13）.
23. ↑  . 新北市八里區公所.   [2021-09-26]. （原始内容存档于2022-01-04） （中文（臺灣））.
24. ↑  李平 2006，第272頁.
25. ↑  施添福 2013，第112、118頁.
26. ↑  施添福 2013，第112頁.
27. ↑  李平 2006，第275頁.
28. ↑  . 新北市八里區公所. 2024年12月31日  [2025年5月2日]. （原始内容存档于2025年5月2日） （中文（臺灣））.
29. ↑  臺北港特定區區段徵收開發案，http://ntpcport.land.ntpc.net.tw/，2019.3.21查閱%5B%5D
30. ↑  葉守仁《北臺灣觀鷹的觀音山群鷹會》[永久]
31. ↑  傳統石材店[永久]
32. ↑  .   [2012-09-24]. （原始内容存档于2012-11-28）.
33. ↑   (PDF). 2013年  [2016-03-01]. （原始内容存档 (PDF)于2016-03-06）.
34. ↑  .   [2015-10-22]. （原始内容存档于2016-03-04）.
35. ↑  大坌坑遺址 （页面存档备份，存于），文化部文化資產局
36. ↑  十三行遺址 （页面存档备份，存于），文化部文化資產局
37. ↑  台北縣政府文化局《第一級古蹟大坌坑遺址調查研究報告》2001年]
38. ↑  八里八景 （页面存档备份，存于）， 八里區公所
39. ↑  .   [2015-10-21]. （原始内容存档于2008-03-16）.
40. ↑  . 台灣商報. 2014-06-07  [2015-02-23]. （原始内容存档于2020-11-12）.
41. ↑  北臺灣最有人情味的廟會：關渡二媽回駕龍形，http://think.folklore.tw/posts/2094，2019.3.21查閱%5B%5D
42. ↑  . 新北市八里區公所.   [2024-02-18]. （原始内容存档于2024-02-18）.

## 外部連結
- 八里區公所 （页面存档备份，存于）
- 八里區衛生所 （页面存档备份，存于）